# Tachydromia enecator
Tachydromia enecator är en tvåvingeart som beskrevs av Axel Leonard Melander 1902. Tachydromia enecator ingår i släktet Tachydromia och familjen puckeldansflugor. Inga underarter finns listade i Catalogue of Life.